# The 21st Century Guide to King Crimson – Volume Two: 1981–2003
The 21st Century Guide to King Crimson – Volume Two: 1981–2003 – archiwalny box set King Crimson, wydany 18 października 2005 roku nakładem Discipline Global Mobile jako poczwórny CD.

## Historia albumu
The 21st Century Guide to King Crimson – Volume Two: 1981–2003 jest kontynuacją wydanego rok wcześniej The 21st Century Guide to King Crimson – Volume One: 1969–1974. Na pierwszej płycie, studyjnej, znalazły się utwory z trzech albumów zespołu z lat 1981–1984: Discipline (6 utworów), Beat (cztery) i Three of a Perfect Pair (dwa). Resztę płyty wypełniły utwory bonusowe, pochodzące głównie z EP-ki Happy with What You Have to Be Happy with z 2004 roku. Całość uzupełnił niepublikowany wcześniej utwór „The King Crimson Barbershop” z 1982 roku. Na drugiej płycie znalazły sie nagrania koncertowe zespołu z lat 1981–1984, w większości pochodzące z wydawnictwa Absent Lovers: Live in Montreal 1984, opublikowanego w 1998 roku oraz z DVD Neal and Jack and Me and Live at Cap D'Aagde 1982, wydanego w ramach King Crimson Collector’s Club w 1999 roku. Na trzeciej płycie znalazł się studyjny materiał z lat 1995–2003: osiem utworów z albumu THRAK, jeden – jeden z THRaKaTTaK, a pozostałe – z The Power to Believe. Płyta czwarta zawiera nagrania koncertowe ze tego samego okresu, uzupełnione kilkoma nagraniami koncertowymi ProjeKcts – eksperymentalnych zespołów działających po 1996 roku i składających się z muzyków King Crimson w różnych kombinacjach, w tym ProjeKct One (Bruford, Fripp, Levin i Trey Gunn) oraz ProjeKct Two (Belew, Fripp i Gunn). Podobnie jak Volume One, również Volume Two wydany został w pudełku, z książeczką zawierającą wycinki prasowe, wycinki z gazet i różnego rodzaju zdjęcia, ilustrujące historię zespołu.

## Lista utworów
Lista według Discogs:
| 1.  | Elephant Talk                                                          | 4:44    |
|     |                                                                        |         |
| 2.  | Frame By Frame                                                         | 5:08    |
|     |                                                                        |         |
| 3.  | Matte Kudasai                                                          | 3:46    |
|     |                                                                        |         |
| 4.  | Thela Hun Ginjeet                                                      | 6:26    |
|     |                                                                        |         |
| 5.  | The Sheltering Sky                                                     | 8:23    |
|     |                                                                        |         |
| 6.  | Discipline                                                             | 5:02    |
|     |                                                                        |         |
| 7.  | Heartbeat                                                              | 3:54    |
|     |                                                                        |         |
| 8.  | Waiting Man                                                            | 4:26    |
|     |                                                                        |         |
| 9.  | Neurotica                                                              | 4:49    |
|     |                                                                        |         |
| 10. | Requiem                                                                | 6:36    |
|     |                                                                        |         |
| 11. | Three Of A Perfect Pair                                                | 4:10    |
|     |                                                                        |         |
| 12. | Sleepless                                                              | 5:24    |
|     | Bonus Tracks: 1982 – 2004                                              |         |
| 13. | The King Crimson Barbershop                                            | 1:36    |
|     |                                                                        |         |
| 14. | Form No. 1 aranżacja (aranżacja smyczkowa), współproducent – The Vicar | 3:03    |
|     |                                                                        |         |
| 15. | Bude                                                                   | 0:25    |
|     |                                                                        |         |
| 16. | Potato Pie                                                             | 4:33    |
|     |                                                                        |         |
| 17. | Clouds                                                                 | 0:31    |
|     |                                                                        |         |
| 18. | Einstein's Relatives                                                   | 3:08    |
|     |                                                                        |         |
|     |                                                                        | 1:16:04 |
|     |                                                                        |         |

| 1.  | Entry Of The Crims (Live in Montreal, July 11, 1984)                                                 | 4:42    |
|     | |         |
| 2.  | Larks' Tongues In Aspic Part III (Edit) (Live in Montreal, July 11, 1984)                            | 2:48    |
|     | |         |
| 3.  | Thela Hun Ginjeet (Live in Montreal, July 11, 1984)                                                  | 5:54    |
|     | |         |
| 4.  | Matte Kudasai (Live in Montreal, July 11, 1984)                                                      | 3:40    |
|     | |         |
| 5.  | The Sheltering Sky (Live in Frejus, August 27, 1982) mastering: (dodatkowy mastering) Ian Shepherd   | 10:32   |
|     | |         |
| 6.  | Neal And Jack And Me (Live in Frejus, August 27, 1982) mastering: (dodatkowy mastering) Ian Shepherd | 5:39    |
|     | |         |
| 7.  | Indiscipline (Live in Montreal, July 11, 1984)                                                       | 8:10    |
|     | |         |
| 8.  | Sartori In Tangier (Live in Montreal, July 11, 1984)                                                 | 4:21    |
|     | |         |
| 9.  | Frame By Frame (Live in Montreal, July 11, 1984)                                                     | 3:55    |
|     | |         |
| 10. | Man With An Open Heart (Live in Montreal, July 11, 1984)                                             | 3:41    |
|     | |         |
| 11. | Waiting Man (Live in Montreal, July 11, 1984)                                                        | 6:00    |
|     | |         |
| 12. | Sleepless (Live in Montreal, July 11, 1984)                                                          | 6:11    |
|     | |         |
| 13. | Three Of A Perfect Pair (Live in Montreal, July 11, 1984)                                            | 4:24    |
|     | |         |
| 14. | Discipline (Live in Montreal, July 11, 1984)                                                         | 4:53    |
|     | |         |
| 15. | Elephant Talk (Live in Cap d’Agde, August 26, 1982)                                                  | 5:02    |
|     | |         |
|     | | 1:19:52 |
|     | |         |

| 1.  | VROOOM                                                  | 4:38    |
|     |                                                         |         |
| 2.  | Coda: Marine 475                                        | 2:41    |
|     |                                                         |         |
| 3.  | Dinosaur                                                | 6:37    |
|     |                                                         |         |
| 4.  | Walking On Air                                          | 4:38    |
|     |                                                         |         |
| 5.  | B'Boom                                                  | 4:11    |
|     |                                                         |         |
| 6.  | THRAK                                                   | 0:43    |
|     |                                                         |         |
| 7.  | Fearless And Highly THRaKked aranżacja: David Singleton | 3:50    |
|     |                                                         |         |
| 8.  | Sex Sleep Eat Drink Dream                               | 4:44    |
|     |                                                         |         |
| 9.  | Radio II                                                | 0:43    |
|     |                                                         |         |
| 10. | The Power To Believe I                                  | 0:43    |
|     |                                                         |         |
| 11. | Level Five                                              | 7:15    |
|     |                                                         |         |
| 12. | Eyes Wide Open                                          | 4:10    |
|     |                                                         |         |
| 13. | EleKtriK                                                | 8:00    |
|     |                                                         |         |
| 14. | Facts Of Life: Intro                                    | 1:39    |
|     |                                                         |         |
| 15. | Facts Of Life                                           | 5:05    |
|     |                                                         |         |
| 16. | The Power To Believe II                                 | 7:44    |
|     |                                                         |         |
| 17. | Happy With What You Have To Be Happy With               | 3:30    |
|     |                                                         |         |
| 18. | The Power To Believe III                                | 4:12    |
|     |                                                         |         |
| 19. | The Power To Believe IV                                 | 2:26    |
|     |                                                         |         |
|     |                                                         | 1:17:29 |
|     |                                                         |         |

| 1.  | VROOOM VROOOM (Live in Mexico City, August, 1996)                                                                                          | 5:03    |
|     | |         |
| 2.  | Neurotica (Live in Mexico City, August, 1996)                                                                                              | 3:40    |
|     | |         |
| 3.  | Prism (Abridged) (Live in Mexico City, August, 1996)                                                                                       | 2:54    |
|     | |         |
| 4.  | One Time (Live in Buenos Aires, September 29, 1994)                                                                                        | 6:53    |
|     | |         |
| 5.  | Larks' Tongues In Aspic: Part IV (Live in Nashville, November 10, 2001)                                                                    | 10:47   |
|     | |         |
| 6.  | ProzaKc Blues (Live in Tokyo, April 16, 2003)                                                                                              | 5:28    |
|     | |         |
| 7.  | The ConstruKction Of Light | 8:39    |
|     | |         |
| 8.  | FraKctured (Live in Copenhagen / Bonn, May 28 / June 6, 2000)                                                                              | 8:38    |
|     | |         |
| 9.  | The World’s My Oyster Soup Kitchen Floor Wax Museum (Live in Tokyo, April 16, 2003)                                                        | 5:50    |
|     | |         |
| 10. | Sus-tayn-Z (Live in Northampton, MA, July 1, 1998) (ProjeKct Two) perkusja elektroniczna (V-drums): Adrian Belew głos (talker): Trey Gunn  | 7:51    |
|     | |         |
| 11. | X-chayn-jiZ (Live in Northampton, MA, July 1, 1998) (ProjeKct Two) perkusja elektroniczna (V-drums): Adrian Belew głos (talker): Trey Gunn | 4:18    |
|     | |         |
| 12. | The Deception Of The Thrush (Live in London, July 3, 2000)                                                                                 | 5:20    |
|     | |         |
| 13. | 2 II 3 (Live in London, December 2, 1997) (ProjeKct One)                                                                                   | 1:57    |
|     | |         |
|     | | 1:17:18 |
|     | |         |

- produkcja – David Bottrill, King Crimson, Machine, Rhett Davies, Tone Probe, Tön Pröb, David Singleton, Robert Fripp, The Vicar
- okładka – P.J. Crook

## Odbiór

### Opinie krytyków
| Recenzje             | Recenzje |
| Publikacja           | Ocena    |
| -------------------- | -------- |
| All About Jazz       | [ 3 ]    |
| AllMusic             | [ 1 ]    |
| The Austin Chronicle | [ 4 ]    |
| Prog Archives        | 3.54/5.0 |
| RYM                  | 4.15/5   |
| Sputnikmusic         | 4.0/5    |

„The 21st Century Guide to King Crimson, Vol. 2: 1981-2003 najlepiej nadaje się dla tych, którzy chcą się zagłębić w "fazę Adriana Belew" Crimson. Jeśli jednak jesteś długoletnim fanem, który ma już większość studyjnych albumów Crimson i wydawnictw archiwalnych, nie ma tu wiele rzeczy, których prawdopodobnie jeszcze nie posiadasz” – ocenia Greg Prato z AllMusic.
„Volume Two przebija zeszłoroczny, wysoko oceniony Volume One: 1969-1974, ponieważ, szczerze mówiąc, muzyka jest jeszcze lepsza. Niczym rakieta drugiego stopnia, od 1981 roku KC wznieśli swoją szacowną reputację i nieustraszone instrumentarium na nowe wyżyny, w klasycznym kwartecie z lat 80., podwójnym trio z lat 90., podwójnym duecie z lat 2000. i odłamach ProjeKct.” – uważa David Lynch z tygodnika The Austin Chronicle.
„Jeśli nie jesteś patologicznym kolekcjonerem wszystkiego co Crimsonowe, to przypuszczalnie na The 21st Century Guide to King Crimson Volume Two: 1981-2003 znajdziesz mnóstwo materiału, którego nie masz. A jeśli jesteś względnym nowicjuszem w zespole, to ten nowy box, wraz z Volume One, jest niezbędny do ukazania ewolucji grupy, która była równie logiczna, co paradoksalna” – twierdzi John Kelman z magazynu All About Jazz.